# 미우라 요시무라
미우라 요시무라(三浦義村)는 일본 가마쿠라 시대 초기의 무장이다. 사가미국 출신의 가마쿠라 막부 유력 고케닌. 미우라 요시즈미의 차남.

## 생애

### 바쿠후 창설기
미우라 요시무라가 처음으로 사료에 등장하는 것은 가마쿠라 바쿠후의 정사 기록이라고 할 수 있는 《아즈마카가미》(吾妻鏡) 주에이(寿永) 원년(1182년) 8월 11일조이다. 미나모토노 요리토모(源頼朝)의 정실(훗날의 마사코)의 안산(安産)을 기원하는 기도를 올리기 위해 이즈(伊豆) ・ 하코네(箱根) 두 곤겐(権現)과 인근 구니(国)의 지샤(寺社)에 봉폐사(奉幣使)를 세웠다는 기록 중에 「아와 도쇼지」(安房東条庤)로 보내졌던 사자로써 「미우라 헤이로쿠」(三浦平六) 즉 미우라 요시무라의 이름이 보인다. 또한 겐랴쿠(元暦) 원년(1184년) 8월에는 미나모토노 노리요리(源範頼)를 총대장으로 하는 헤이케(平家) 추토군에 아버지 요시즈미(義澄)와 함께 종군하였다. 이것이 사료에서 확인되는 요시즈미의 최초의 종군이 된다. 한편 군키모노가타리 《겐페이 성쇠기》(源平盛衰記) 37권에는 이 추토군의 구성에 대해서 「十五六ハ小、十七以上ハ可㆓上洛㆒ト被㆑定タリ」라고 하고 있어서 참가 자격이 17세 이상이었음을 알 수 있다. 일본의 사학자 다카하시 히데키(高橋秀樹)는 요시무라가 그 이전에 종군했던 흔적은 보이지 않는 점을 들어 이때에 요시무라가 17세였을 가능성이 높고, 이를 통하여 요시무라의 생년을 닌난(仁安) 3년(1168년)으로 보았다.
그뒤로도 분지(文治) 원년(1185년) 10월에는 요리토모의 쇼쵸주인(勝長寿院) 공양에 참가하여 수행하였고 분지 3년(1187년) 8월에는 쓰루가오카 하치만구(鶴岡八幡宮)의 방생회(放生会)에서 사수(射手)를 맡았다. 그리고 겐큐(建久) 원년(1190년)의 요리토모의 상경(죠라쿠)에도 아버지 요시즈미와 함께 참가하였으며, 요시즈미가 요리토모로부터 유공자로써 추거받으면서 이미 서임을 받은 상태였던 아버지가 아들에게 훈공을 사양하는 형태로 요시무라가 우효에노이(右兵衛尉)로 임관했다.

### 가지와라노 가게토키의 변과 하타케야마 시게타다의 난, 그리고 마키 씨의 변까지
겐큐 10년(1199년) 초대 쇼군 미나모토노 요리토모가 죽고, 가마쿠라 바쿠후 내부의 권력 투쟁이 이어졌다. 그 가운데에서 미우라 요시무라는 중심적인 역할을 맡아 완수하게 되었다. 그 시작은 가지와라노 가게토키의 변(梶原景時の変)이었다. 사무라이도코로쇼시(侍所所司)로써 고케닌들의 행동거지를 눈에 불을 켜고 감시하는 입장이었던 가게토키는 유키 도모미쓰(結城朝光)가 고쇼에서 한 발언을 모반의 증거로 내세워 2대 쇼군 요리이에(頼家)에게 참언했다. 궁지에 몰리게 된 도모미쓰는 요시무라에게 상담하였는데 요시무라는 와다 요시모리(和田義盛), 아다치 모리나가(安達盛長)와 상담하며 가게토키를 바쿠후 정무에서 배제시키기로 결단했고, 유력 고케닌 66명이 연명으로 서명한 「가게토키 규탄소장」(景時糾弾訴状)을 요리이에의 측근 오에노 히로모토(大江広元)에게 제출하였다. 가게토키를 아꼈던 히로모토는 처음에는 주저했지만 최종적으로는 요리이에에게 이를 올렸고, 이로 인해 가게토키는 실각해 자신의 영지가 있던 사가미 국(相模国) 이치노미야노 타테(一ノ宮の館)로 물러났다. 나아가 이듬해 정월, 가게토키는 일족을 거느리고 상경에 나섰고, 요시무라는 바쿠후의 명으로 추토군의 한 사람으로 파견되었는데, 추토군이 미처 가게토키를 따라잡기도 전에 가게토키의 일족은 스루가 국(駿河国)의 기요미가세키(清見関)에서 현지 무사들과 전투를 벌이게 되었고, 적자 가게스에(景季), 차남 가게토라(景高), 삼남 가게시게(景茂)가 전사하고, 가게토키도 부근 시나이 산(西奈山)으로 들어가 자결하였다.
또한 겐큐(元久) 2년(1205년) 하타케야마 시게타다의 난(畠山重忠の乱)에서도 요시무라는 중요한 역할을 맡아 완수한다. 호조 도키마사(北条時政)의 후처인 마키 마님(牧の方)의 사위 히라가 도모마사(平賀朝雅)의 참소로 하타케야마 시게타다(畠山重忠)와 그 적자 시게야스(重保)에게 모반의 혐의가 부상하고, 도키마사는 두 사람을 처리할 것을 결단했다. 6월 22일 이른 아침, 이나게 시게나리(稲毛重成, 시게타다의 종형)에게 불려가 가마쿠라에 있던 시게야스를 유이가하마(由比ヶ浜)에서 포위해 죽인 것은 요시무라의 명을 받은 사쿠마 타로(佐久間太郎) 등이었다. 나아가 무사시(武蔵)에서 수세(手勢) 1백 수십 기를 끌고 와서 가마쿠라로 향한 시게타다를 칠 토벌군을 편성한 것도 요시무라가 참가했다. 양군이 후타마타가와(二俣川])에서 합전을 벌였고, 4시간 남짓의 격전 끝에 시게타다는 아이코 스에타카(愛甲季隆)가 쏜 화살에 맞아 전사했다. 시게타다의 죽음을 알게 된 시게히데 이하도 자결하였다.
그러나 사건 후에 모반 기도는 꾸며낸 일이었음이 판명된다. 그리고 23일 저녁, 토벌군에도 가담했던 이나게 시게나리 부자, 한가야 시게토모(榛谷重朝) 부자는 시게타다를 모함한 주모자로써 요시무라 등에 의해 주살되었다. 시게타다 ・ 시게나리 ・ 시게토모 등 지치부(秩父) 일족은 앞서 기누가사 성 전투(衣笠城の戦い)에서 요시무라의 할아버지인 요시아키(義明)를 죽인 원수이기도 했다.
같은 해의 마키 씨의 변(牧氏の変)에도 요시무라가 관여한 바는 컸다. 윤7월 도키마사와 마키 마님은 쇼군 사네토모(実朝)를 폐하고 요리토모의 유자(猶子)인 도모마사(朝雅)를 새로운 쇼군으로 옹립하고자 하였다. 『아즈마카가미』에 따르면 19일에 마사코 ・ 요시토키 등은 요시무라, 도모미쓰, 나가누마 무네마사(長沼宗政) 등을 보내어 도키마사의 저택에 있던 사네토모를 요시토키의 저택으로 맞아 들이고, 바쿠후 안에서 완전히 고립무원의 처지가 된 도키마사와 마키 마님은 20일에 출가, 다음날 가마쿠라에서 추방시켜 이즈 국(伊豆国)의 호조 땅에 은거시키게 하였다. 한편 『구칸쇼』(愚管抄)에는 음모를 듣고 놀란 마사코가 요시무라를 불러 상담한 바 요시무라가 사네토모를 요시토키의 집에 데려왔고, 아직 아무 일도 일어나지 않았는데도 노토들을 소집하여 진을 치고, '쇼군의 분부'라 하여 도키마사를 불러내 고향 이즈 국으로 보내게 하였다고 한다.

### 와다 합전과 사네토모 암살 사건
겐랴쿠(建暦) 3년(1213년) 2월에 호조 요시토키(北条義時)를 가마쿠라의 정무에서 배제하려 기도한 이즈미 지카히라(泉親衡)의 모반이 발각되었다(이즈미 지카히라의 난). 요시무라의 종형제로 사무라이도코로의 벳토(別当)였던 와다 요시모리(和田義盛)의 아들 요시나오(義直), 요시시게(義重) 그리고 조카 다네나가(胤長)가 그 관계자로써 포박되었다. 그 뒤 두 아들은 어찌저찌 사면되었으나 요시모리는 미우라 씨를 포함한 일족을 들어 조카 다네나가도 사면해 줄 것을 간청하였다. 그러나 다네나가는 사건의 주모자격과 동등하게 여겨져서 끝내 용서받지 못한  채 유배형에 처해졌고, 나아가 다네나가의 저택도 몰수당했다. 이로 인해 호조 씨와 와다 씨의 관계는 악화되었고, 요시모리는 친족인 미우라 일족 등 다수의 아군을 얻어 호조 타조를 결기하였다. 그러나 요시무라는 동생 다네요시(胤義)와 상담하여 직전에 배신하고 요시토키에게 요시모리의 거병을 밀고했고, 고쇼(御所)의 호위를 맡게 되었다. 싸움은 요시토키가 쇼군 미나모토노 사네토모(源実朝)를 끼고 다수의 고케닌들을 모아 요시모리를 쳐부수고 와다 씨를 멸망시키는 것으로 끝이 났다(와다 합전) 와다 합전 뒤 논공행상에 즈음하여 요시무라와 하타노 다다쓰나(波多野忠綱)가 만도코로(政所) 앞에서의 합전에서 선등(先登, 선봉)을 놓고 말싸움이 있었던 일화도 있다.
겐포 7년(1219년) 1월 27일, 쇼군 사네토모가 구교(公暁, 사네토모의 형인 2대 쇼군 요리이에의 아들로 즉 사네토모의 조카)에게 암살당하는 사건이 벌어졌다. 구교는 요시무라에게 「나야말로 이 도고쿠의 대장군이다. 그 준비를 하라」라는 서장을 지닌 사자를 보냈고, 요시무라는 「곧 사람을 보내 모시겠습니다.」라고 속이고 추격대를 보냈다. 더 이상 기다릴 수 없게 된 구교가 요시무라 저택으로 가다 저택 뒷산에서 요시무라가 보낸 추격대와 맞닥뜨렸고, 격렬한 싸움 끝에 구교는 요시무라 저택의 담을 넘어 달아나려다 살해되었다. 구교의 유모는 요시무라의 부인으로, 아들 고마와카마루(駒若丸)는 구교의 문제(門弟)이기도 했다. 이렇게 구교는 요시무라와의 연이 깊었기 때문에 사건은 구교를 부추겨서 사네토모와 요시토키를 한꺼번에 제거하고자 했던 요시무라가 흑막이라고 하는 설도 있지만 요시토키가 구교를 뒤에서 조종했다는 설이나, 쇼군 친재(親裁)를 강화하고 고토바인과 연계, 제휴하는 것을 목표로 하던 사네토모를 요시토키와 요시무라가 손잡고 배제했다는 설, 바쿠후 전복을 바라던 고토바인이 흑막이라는 설도 있다. 또한 이들 배후 관계로도 구교 개인의 야심에 가장 큰 요인을 찾는 견해도 있고, 최근에는 사네토모의 암살에 어떤 흑막이 있었음을 부정하고 구교 단독 범행설을 따르는 연구자가 많다.  요시무라는 구교(公暁) 토벌의 공으로 같은 해에 스루가노카미(駿河守)에 임관(任官)하였다.

### 조큐의 난에서 이가 씨 사건까지
조큐(承久) 3년(1221년)의 조큐의 난(承久の乱)에서는 게비이시(検非違使)로써 교토에 머무르고 있던 동생 다네요시로부터 결기를 촉구하는 서장을 받았지만 요시무라는 사자를 쫓아 보내고 요시토키 앞으로 나아가 "헤이 한간(平判官) 다네요시가 올 3년을 수도에 살면서 내려 보낸 서장이니 보소서"(平判官胤義ガ今年三年京住シテ下タル状御覧ゼヨ)라고, 바쿠후 타도 모의와 다네요시가 여기에 가담했음을 요시토키에게 통보한다는 행동에 나섰다. 그 뒤 군의(軍議)를 거쳐 출전을 결정하고, 요시무라는 도카이도(東海道) 방면군의 대장군의 한 사람으로써 도카이도를 따라 상경, 6월 15일에 교토 도지(東寺)에서 다네요시와 서로 대면한다. 그러나 《조큐키》 자코지본에 따르면 이때 다네요시는 「胤義思ヘバ口惜ヤ。(생략) 今唯人ガマシク、アレニテ自害セント思ツレドモ、和殿ニ現参セントテ参テ候ナリ」라고 형에게 열렬히 호소했지만, 요시무라는 "어리석은 자와 함께해 봐야 무익하다"(シレ者ニカケ合テ無益ナリ)라며 상대해 주지 않았고, 그 자리를 떠났다고 한다. 그뒤 다네요시는 아들 다네쓰라(胤連), 가네요시(兼義)와 함께 교토 시(京都市) 우쿄 구(右京区) 우즈마사(太秦)의 고노시마니마스아마테루미타마 신사(木嶋坐天照御魂神社)에서 자결하였다.
조큐의 난이 종식된 뒤에 전후 처리에도 요시무라가 활약하였다. 바쿠후는 고토바(後鳥羽) ・ 쓰치미카도(土御門) ・ 준토쿠(順徳) 이렇게 세 명의 인(상황)을 유배보내고, 고토바인의 후예들도 각각 유배 또는 승려로 출가시키는 것으로 고토바인 계통의 왕위 계승을 인정하지 않겠다는 방침을 드러냈다. 그리고 다카쿠라 천황(高倉天皇)의 둘째 아들로 승려로 출가해 있던 교조 뉴도 친왕(行助入道親王)을 치천의 군(治天の君)으로 삼아 인세이(院政)를 행하게 하는 동시에 그 산노미야(三の宮)인 시게히토 왕(茂仁王)을 고호리카와 천황(後堀河天皇)으로 옹립하게 되었다.
이 고호리카와 천황의 옹립에 요시무라가 관여하고 있었음을 보여주는 사료가 있다. 가모 신사(賀茂社)의 신관(神官) 가모노 쓰네히사(賀茂経久)가 쓴 《가모 구기》(賀茂旧記)가 그것이다. 가모 와케이카즈치 신사(賀茂別雷神社)에 소장되어 있는 이 문서의 조큐 3년 7월 3일조에는 「するがの守北白河殿にまいりて、宮せめいだしまいらせて、おがみまいらせて、同九日御くらゐにつかせ給ときこゆ」라고 하여 스루가노카미 즉 요시무라가 기타시라카와도노(北白河殿)를 방문하여 거의 끌어내다시피 왕자를 데리고 나와(宮せめいだしまいらせて) 즉위시켰다고도 해석될 수 있는 내용이다. 그러나 사학자 다카하시 히데키는 신텐즈쿠리(寝殿造り) 양식의 저택 구조상 주요 의식이나 손님을 접견하는 공간과 집주인의 개인적인 공간으로 구성되어 있고, 「宮せめいだしまいらせて」라는 부분은 구교(公卿)의 자리 또는 출거(出居) 등으로도 불리는 내객(来客) 공간에까지 출좌를 원하였다는 것이며, 그런 다음 즉위를 간청하여(おがみまいらせて) 고호리카와 천황의 탄생을 실현했다고 하는 것이다.
7월, 기이 국 슈고(紀伊国守護)로 임명되었다고 추측되고 있다.  이때 요시무라 자신은 기이에 들어가지 않았고, 손자인 미우라 우지무라(三浦氏村, 도모무라의 손자)가 대신 들어갔으며, 이곳에 있던 상황측의 영지도 몰수되어 신임 지토가 설치되었다.
겐닌(元仁) 원년(1224년) 호조 요시토키가 병사하고, 그 후처인 이가 마님(伊賀の方)이 자신의 소생인 호조 마사무라(北条政村)를 싯켄(執権)으로, 사위 이치조 사네마사(一条実雅)를 쇼군으로 세우려 한 이가 씨 사건(伊賀氏事件)이 일어났다. 마사무라의 에보시오야(烏帽子親)였던 요시무라는 이 음모에 관여하였으나, 호조 마사코(北条政子)가 단신으로 요시무라의 저택으로 추궁하러 찾아오자 마사코 앞에서 자신의 입장을 번복, 해명하여 두 마음이 없음을 확인, 사건은 이가 마님 일족이 추방되는 것으로 수습되었다. 그러나 이가 씨 모반의 풍문에 대해서는 싯켄이 된 호조 야스토키(北条泰時) 자신이 부정했고, 《아즈마카가미》에도 이가 씨가 모반을 기도했다고는 한마디도 분명하게 말하고 있지 않으며 마사코에게 이가 씨가 처분되었다는 것만이 기술되어 있을 뿐이다. 때문에 이가 씨 사건은 가마쿠라도노나 호조 씨의 세대 교체에 의해 자신의 영향력이 저하될 것을 두려워한 마사코가 요시토키의 후처 이가 마님의 친정인 이가 씨를 강제로 무너뜨린 사건으로 해석하는 설도 있다.

### 가마쿠라 바쿠후의 슈쿠로(宿老)
가로쿠(嘉禄) 원년(1225년) 여름에는 오에노 히로모토(大江広元) ・ 호조 마사코가 차례로 세상을 떠났다. 12월에 싯켄 호조 야스토키(北条泰時) 아래서 합의제 정치를 행하기 위한 효조슈(評定衆)가 설치되고, 요시무라는 슈쿠로(宿老)로써 여기에 취임하였다. 바쿠후 안에서의 지위를 보여 주는 椀飯의 沙汰에서는 호조 씨(北条氏) 다음가는 지위였다. 조에이(貞永) 원년(1232년) 고세이바이시키모쿠(御成敗式目)의 제정에도 요시무라는 「전 스루가노카미 다이라노 아손 요시무라」(前駿河守平朝臣義村)라는 명의로 서명했다.
4대 쇼군 ・ 후지와라노 요리쓰네(藤原頼経)는 쇼군 선하(宣下) 이후 미우라 일족과 접근하고자 했고, 요시무라는 아들 야스무라(泰村)와 함께 가까이서 섬겼다. 『아즈마카가미』 안테이(安貞) 원년(1227년)과 2년(1228년) 그리고 가테이(嘉禎) 2년(1236년) 등에서는 요리쓰네가 지금의 일본 가나가와 현(神奈川県) 히라츠카 시(平塚市)의 다무라(田村)7초메(丁目) 부근에 있었다고 전해지는 요시무라의 저택 다무라노타테(田村館, 田村山荘・田村城이라고도)를 여러 차례 방문한 기록이 보인다. 그런 가운데 요시무라는 랴쿠닌(暦仁) 원년(1238년)에는 가마쿠라에 쇼군으로 하향해 온 이래 첫 상경길에 오른 요리쓰네의 선진(先陣)을 맡았다. 수병(随兵) 36명을 따르게 한 선진이었다. 이 교토 상경에 수병을 거느릴 수 있었던 것은 그 뒤로 따랐던 야스토키 ・ 도키후사(時房)와 요시무라뿐이었고, 다카하시 히데키는 이 상경이 「요리쓰네의 생애 가장 특별한 날이기도 한 동시에 요시무라의 생에 가장 특별한 날이기도 했다」라고 평하고 있다.
엔오(延応) 원년 12월 5일(1239년 12월 31일), 미우라 요시무라는 세상을 떠났다. 『아즈마카가미』에 따르면 요시무라의 사인은 「頓死、大中風」 즉 중풍이었다. 그 다음 달에는 함께 호조 야스토키를 지지했던 도키후사도 요시무라의 뒤서 따르듯이 세상을 떠났고, 교토에서는 두 사람의 죽음을 겐토쿠인(顕徳院) 즉 고토바 상황의 원령(怨霊)에 의한 것이라는 소문이 나돌았다고 한다.

## 인물
- 후지와라노 사다이에(藤原定家, 데이카)는 그의 일기 《메이게쓰키》(明月記) 가로쿠(嘉禄) 원년(1225년) 11월 19일조에서 「요시무라의 팔난육기(八難六奇)[j]의 모략은 불가사의(不可思議)한 것이었다」(義村八難六奇之謀略、不可思議者歟)라고 쓰고 있어 요시무라의 행동이 그와 같은 시대를 살던 사람들의 눈에 보기에도 이해할 수 없는 것이었음을 엿볼 수 있다. 일본의 소설가 나가이 미치코(永井路子)도 이를 들어 요시무라를 「이해할 수 없는 인물」(不可解な人物)이라고 평하면서 "권모(權謀), 라고 하긴 뭐하지만 치밀한 계획성이 풍부하고, 냉정하고 대담하며, 대략 난세의 영웅 자격을 유감없이 갖춘 이 남자는 무력에 호소하지 않고, 시종일관 호조 일족을, 맴돌며 옹위하고 다녔다. 정치적 자질과 규모에 있어 근소하게 앞설 것으로 생각되는 호조 요시토키 때조차 발이 묶이기 시작한 일도 종종 있었다"라고 갈무리하고 있다.[46]
- 다치바나노 나리스에(橘成季)가 편찬한 세속 설화 모음집 《고금저문집》(古今著聞集)에 기록된 에피소드로, 어느 해 정월에 쇼군 고쇼(将軍御所)의 사무라이들 사이에 상좌를 점하고 있던 요시무라의 자리에 젊은 시모우사 국(下総国)의 호족인 지바 다네쓰나(千葉胤綱)가 앉았고, 이를 불쾌하게 생각한 요시무라는 "시모우사의 개는 제 몸 뉘일 자리도 모르는구나"(下総犬は、臥所を知らぬぞとよ)라고 힐난했고, 다네쓰나는 표정 하나 바꾸지 않고 "미우라의 개는 제 친구도 잡아 먹는다더라"(三浦犬は友を食らふなり)라고 받아쳤다고 한다.[47] 다네쓰나의 발언은 와다 합전에서의 요시무라의 배신 행위를 비꼰 것이었는데, 일본의 국어학자 모리노 무네아키(森野宗明)는 "좌석의 순위 즉 석차(席次)는 서열에서의 위치 즉 지위(status)의 표상으로 그 인물의 등급이 단적으로 표현되는 것"이라고 지적하면서 "이 사건을 통해 요시무라라는 인물에게는 장유유서 같은 기존의 도덕관념에 구애되는 연장자를 내세우려는 일면이 있음을 엿볼 수 있고, 그러한 성격을 갖춘 인물상으로 이 일화에서 그려지고 있다."라고 하여 권모가(権謀家)라는 요시무라의 다른 일면을 지적하고 있다. 다만 상대를 개라고 빗대어 욕한 것은 지나친 행동으로, 모리노도 "상대를 개에 빗댄 요시무라의 모욕은 하늘에 침 뱉기였다. 그것은 같은 개로 비유당한 강렬한 모욕을 다네쓰나가 씻어낼 재료를 제공한 셈이 되었다. 이 승부는 분명하게 다네쓰나의 승리다"라고 결론짓고 있다.[48]

## 갤러리

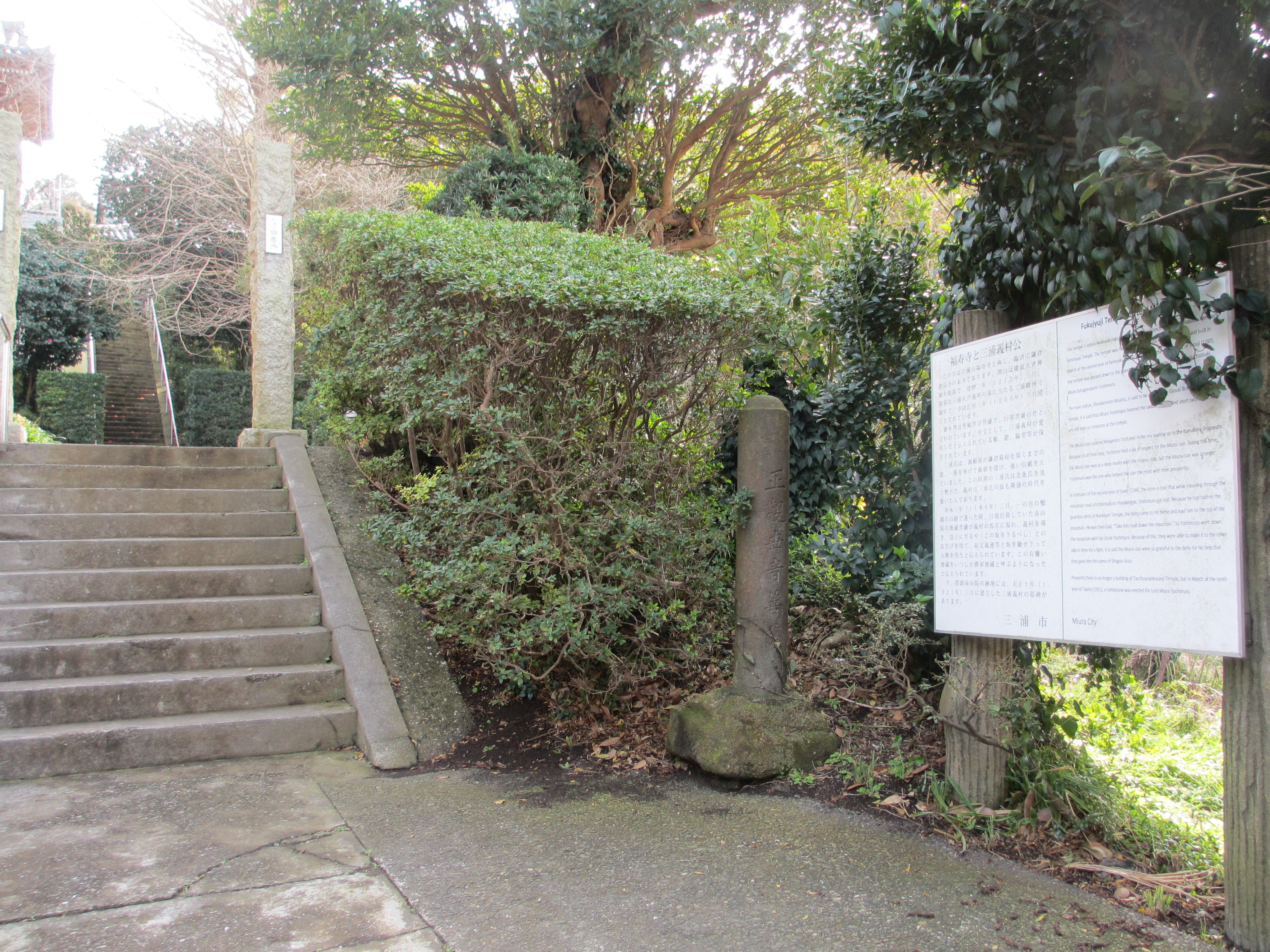
후쿠슈지(福寿寺). 미우라 요시무라 공 개묘(開基). 후쿠슈지에는 미우라 요시무라가 평소 사용했다는 안장과 등자가 보물로 보관되어 있다.
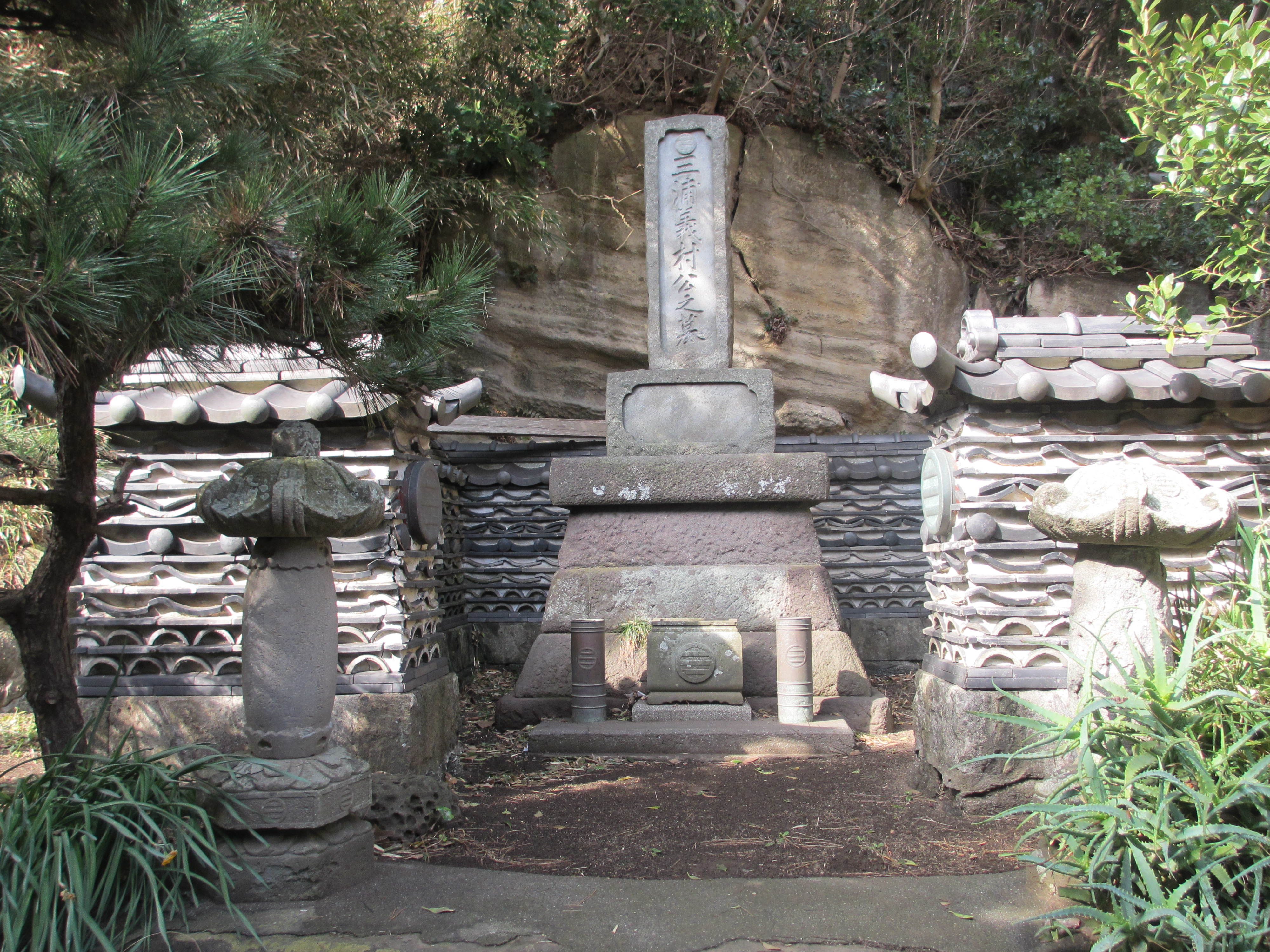
미우라 요시무라 공 신묘(新墓). 후쿠슈지 방향 京浜急行 미우라 해안역(三浦海岸駅) 부근 소재.
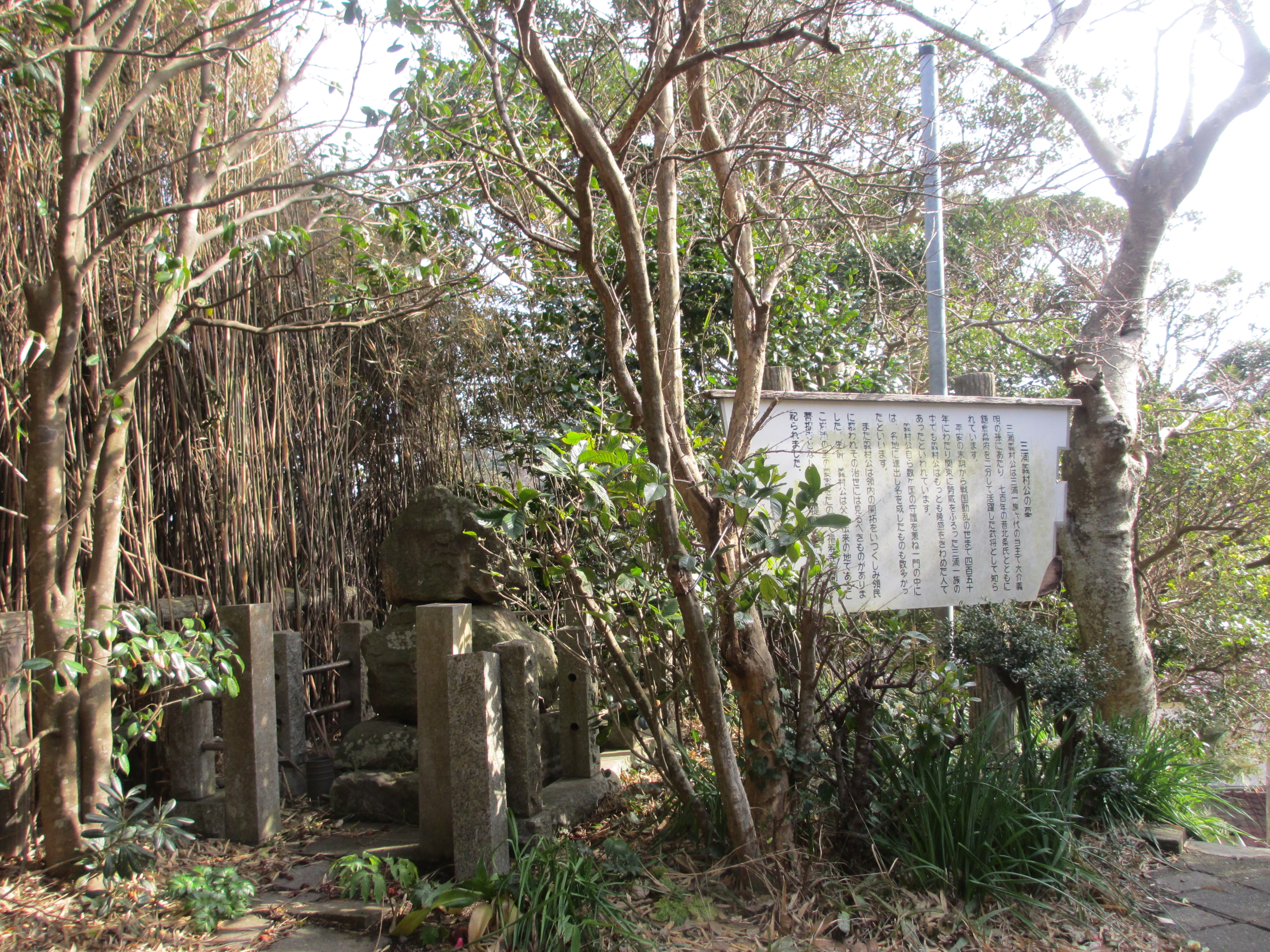
미우라 요시무라 공 구묘(旧墓). 1923년 간토대지진 때에 파손되었다.
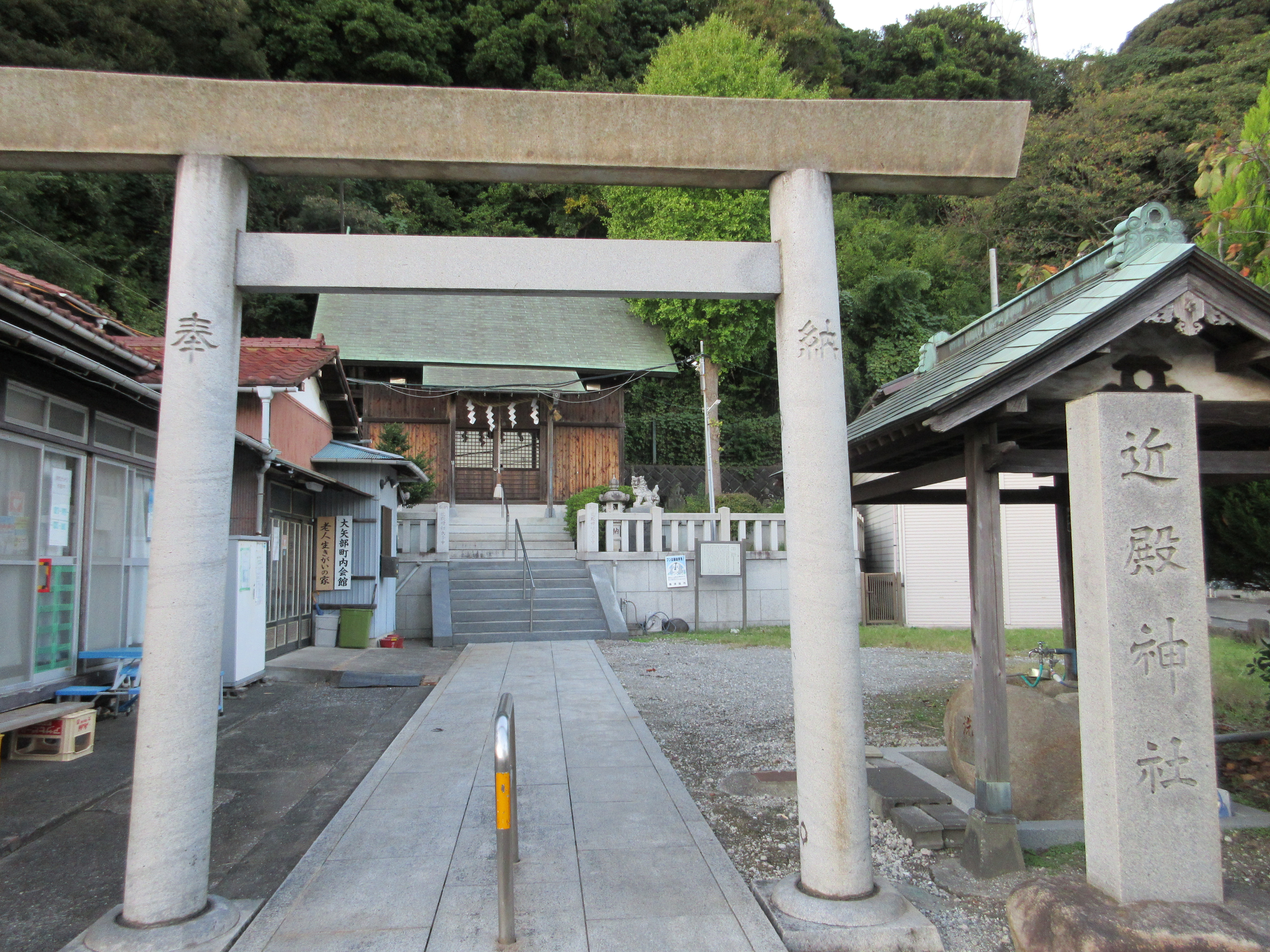
근전 신사(近殿神社). 미우라 요시무라를 제신(祭神)으로 모신 신사이다. 기누가사 역(衣笠駅)에서 京浜急行 기타쿠리하마 역(北久里浜駅) 부근 소재.

## 관련 작품
TV드라마
- 불놀이(草燃える, 1979년、NHK 대하드라마）- 배역: 후지오카 히로시(藤岡弘)
- 불타오르다(炎立つ, 1994년、NHK 대하드라마) - 배역: 오모리 게이시로(大森啓祠朗)
- 가마쿠라도노의 13인(鎌倉殿の13人, 2022년, NHK대하드라마) - 배역: 야마모토 고지(山本耕史)

### 내용주
1. ↑  그밖에 지바 쓰네히데(千葉常秀, 할아버지 쓰네타네의 사양) ・ 가지와라노 가게시게(梶原景茂, 아버지 가게토키 사양) ・ 핫타 도모시게(八田知重, 아버지 도모이에 사양)가 사효에노이(左兵衛尉), 가사이 기요시게(葛西清重)가 우효에노이(右兵衛尉), 와다 요시모리(和田義盛) ・ 사와라 요시쓰라(佐原義連) ・ 아타테 도모토(足立遠元)가 사에몬노이(左衛門尉), 오야마 도모마사(小山朝政) ・ 히키 요시카즈(比企能員)가 우에몬노이(右衛門尉)로 임명되었다.
2. ↑  『메이게쓰키』(明月記)는 요시무라와 요시모리가 그 이전부터 대립관계에 있었다고 하고 있어, 요시무라가 당초부터 요시토키와 내통하고 있었을 가능성이 높다는 설도 있다.[12] 『구칸쇼』(愚管抄)는 「義盛左衛門と云う三浦の長者」라고 적고 있어, 교토에서는 요시무라의 아버지인 요시즈미 사후 미우라 일족의 가장은 요시모리로 보고 있었던 것으로 보이며, 요시무라는 20세 연상이었던 요시모리에게 미우라 일족의 가장 지위를 위협받고 있었다고 여겨진다. 또한 요시무라에게 있어서 요시모리는 동족으로 친가쪽 종형제였던 한편으로 요시토키도 외가쪽 종형제에 해당하는 동시에 그 에보시오야(烏帽子親, 대부)는 요시무라의 할아버지 ・ 요시아키라(義明) 또는 아버지 ・ 요시즈미였다고 하여[13] 미우라 씨와 요시토키의 관계도 꽤꽤 밀접한 것이었을 가능성이 있다.
3. ↑  야부모토 가쓰하루(藪本勝治)나 야마모토 마사미 같은 일본의 사학자는 『메이게쓰키』의 기술을 들어 합전에 있어서는 요시무라와 지바 나리타네(千葉成胤)의 군세의 활약이 컸지만 『아즈마카가미』가 호조 야스토키(北条泰時)의 공적을 강조하는 방향으로 곡필을 행한 것이라고 하였다.[15][16]
4. ↑  요시무라 흑막설은 소설가 나가이 미치코(永井路子)가 소설 『불고리』(炎環)에서 그린 이래로 주목받았으며[17] 사학자 이시이 스스무(石井進)가 그 가능성을 인정하였다.[18] 것으로 부상하였다. 따로 이 설을 주장하는 연구자로는 오야마 교헤이(大山喬平),[19] 우와요코테 마사타카(上横手雅敬),[20] 美川圭,[21] 등이 있다.
5. ↑  요시토키가 사네토모 암살의 흑막이라는 설은 일본에서 이미 에도 시대에 아라이 하쿠세키(新井白石)가 『독사여론』(読史余論)에서 제창한 것으로 료 스스무(龍粛),[22] 야스다 모토히사(安田元久)[23]등이 이 설을 따르고 있다.
6. ↑  호조 ・ 미우라 등 가마쿠라 고케닌 공모설은 고미 후미히코(五味文彦)가 제창하고[24] 혼고 가즈토(本郷和人)가 지지하고 있다.[25]
7. ↑  고토바인 흑막설은 다니 노보루(谷昇)가 제창하였다.[26]
8. ↑  일본 학계에서 쇼군 사네토모 암살은 구교의 단독범행이었다는 설을 취하는 것은 야마모토 고지(山本幸司)[27], 永井晋,[28] 사카이 고이치(坂井孝一),[29] 다카하시 히데키,[30] 야시로 히토시(矢代仁)[31] 呉座勇一[32] 야마모토 미나미(山本みなみ)[33] 등이다.
9. ↑  《조큐키》(承久記) 지코지본(慈光寺本)에 따르면 다네요시는 고토바인의 근신(近臣) 후지와라노 히데야스(藤原秀康)에게 설득되어 바쿠후 타도 계획에 참가하게 되었다. 또한 《조큐키》 고활자본(古活字本)에 따르면 다네요시는 군의(軍議)에서 형(요시무라)은 매우 「嗚呼ノ者」로 일본국총추포사(日本国総追捕使)로 임명해 준다면 반드시 가담할 것이라고 다짐했다고 한다.
10. ↑  '팔난'(八難)과 '육기'(六奇)는 각각 한 고조의 창업공신이자 책사로 활약하며 이름을 떨쳤던 장량(張良)과 진평(陳平)을 가리킨다.